# Сомалілендський шилінг
Сомалілендський шилінг (сом. Soomaaliland shiling) — офіційна валюта самопроголошеної держави Сомаліленд.

## Історія
Сомалілендський шилінг було введено в обіг 18 жовтня 1994 року з курсом 1 шилінг = 100 сомалійських шилінгів. Обіг сомалілендського шилінга як офіційної валюти було припинено 31 січня 1995 року. У теперішній час шилінг продовжує функціонувати як валюта внутрішнього використання.

## Обмінний курс
Центральний банк країни забезпечує послугу обміну, проте більшість населення користується послугами вуличних міняйл, що пропонують більш вигідний курс. У листопаді 2000 року курс сомалілендського шилінга становив 4550 шилінгів за один долар США. Неофіційні обмінні курси варіювалися між 4000 і 5000 шилінгами за один американський долар.
На лютий 2007 року офіційний курс Сомалілендского Центрального банку становив 6000 шилінгів за один долар США. Неофіційний курс знаходиться між 6000 і 6500 шилінгами за долар США.

## Опис

### Банкноти
В обігу перебувають банкноти номіналом 5, 10, 20, 50, 100, 500, 1000 і 5000 шилінгів різних років випуску.
| Регулярні серії | Регулярні серії | Регулярні серії    | Регулярні серії            | Регулярні серії      | Регулярні серії                                                                                  | Регулярні серії                                                 | Регулярні серії                          |
| Зображення      | Зображення      | Номінал (шилінгів) | Розміри (мм)               | Основні кольори      | Опис                                                                                             | Опис                                                            | Рік друку                                |
| Аверс           | Реверс          | Номінал (шилінгів) | Розміри (мм)               | Основні кольори      | Аверс                                                                                            | Реверс                                                          | Рік друку                                |
| --------------- | --------------- | ------------------ | -------------------------- | -------------------- | ------------------------------------------------------------------------------------------------ | --------------------------------------------------------------- | ---------------------------------------- |
|                 |                 | 5                  | 120 × 53                   | жовтий, зелений      | Будівля уряду (у теперішній час — будівля Верховного Суду Сомаліленду), гвинторога антилопа-куду | Два кочівника з трьома верблюдами на фоні пагорбів Нааса Хаблуд | 1994                                     |
|                 |                 | 10                 | 120 × 53                   | жовтий, фіолетовий   | Будівля уряду (у теперішній час — будівля Верховного Суду Сомаліленду), гвинторога антилопа-куду | Два кочівника з трьома верблюдами на фоні пагорбів Нааса Хаблуд | 1994, 1996                               |
|                 |                 | 20                 | 120 × 53                   | жовтий, коричневий   | Будівля уряду (у теперішній час — будівля Верховного Суду Сомаліленду), гвинторога антилопа-куду | Два кочівника з трьома верблюдами на фоні пагорбів Нааса Хаблуд | 1994, 1996                               |
|                 |                 | 50                 | 120 × 53 130 × 58 130 × 57 | жовтий, синій        | Будівля уряду (у теперішній час — будівля Верховного Суду Сомаліленду), гвинторога антилопа-куду | Два кочівника з трьома верблюдами на фоні пагорбів Нааса Хаблуд | 1996, 1999                               |
|                 |                 | 100                | 135 × 62                   | зелений, коричневий  | Банк Сомаліленду в Гаргейсі                                                                      | Погрузка кіз на торгове судно в порту Бербери                   | 1994, 1996, 1999, 2002, 2005, 2006, 2008 |
|                 |                 | 500                | 145 × 66                   | синій, блакитний     | Банк Сомаліленду в Гаргейсі                                                                      | Погрузка кіз на торгове судно в порту Бербери                   | 1994, 1996, 1999, 2002, 2005, 2006, 2008 |
|                 |                 | 1000               | 145 × 66                   | фіолетовий, червоний | Банк Сомаліленду в Гаргейсі                                                                      | Погрузка кіз на торгове судно в порту Бербери                   | 2011                                     |
|                 |                 | 5000               | 145 × 66                   | зелений, блакитний   | Банк Сомаліленду в Гаргейсі                                                                      | Верблюди й кози у савані                                        | 2011                                     |

### Монети
1 сомалілендський шилінг формально поділяється на 100 центів. Проте монети, номінал яких виражений у центах, жодного разу не випускалися. В обігу перебувають монети номіналом в 1, 5, 10, 20 і 1000 шилінгів.
Першою монетою, випущеною урядом Сомалі, був 1 шилінг, виготовлений з алюмінію. На монеті зображено сомалійського голуба («Columba oliviae»), біля хвоста голуба розміщено знак британського монетного двору «Pobjoy Mint». Аверс монети також містить напис «REPUBLIC OF SOMALILAND 1994». На реверсі монети по колу розміщені написи «BAANKA SOMALILAND» та «ONE SOMALILAND SHILLING»; у центрі розташований символ 1/-.
В обігу перебувають дві різні за дизайном алюмінієві монети номіналом 5 шилінгів, обидві випущені у 2002 році.
На аверсі першої монети зображено портрет сера Річарда Френсіса Бартона і напис «RICHARD F. BURTON EXPLORATION OF SOMALILAND» («РІЧАРД Ф. БАРТОН ДОСЛІДНИК СОМАЛІЛЕНДУ»). Дати «1841 1904» знаходяться зліва від портрета, «2002» — праворуч від портрета. На реверсі монети по колу розміщені написи «BAANKA SOMALILAND» та «FIVE SOMALILAND SHILLING»; у центрі розташований символ 5/-.
Аверс монети другого типу містить зображення півня і напис «REPUBLIC OF SOMALILAND 2002». Дизайн реверсу — аналогічний монеті першого типу.
На аверсі монети у 10 шилінгів випуску 2002 року розміщено зображення мавпи, напис «REPUBLIC OF SOMALILAND 2002». На реверсі монети по колу розміщені написи «BAANKA SOMALILAND» та «TEN SOMALILAND SHILLING»; у центрі розташований символ 10/-.
Аверс монети у 20 шилінгів випуску 2002 року прикрашений зображенням грейхаунду і написом «REPUBLIC OF SOMALILAND 2002». На реверсі монети по колу розміщені написи «BAANKA SOMALILAND» та «TWENTY SOMALILAND SHILLING»; у центрі розташований символ 20/-.
На аверсі монети 1000 шилінгів, так само, як і на монеті у 5 шилінгів, зображено портрет Річарда Френсіса Бартона. Реверс монети помилково прикрашає герб Сомалі замість герба Сомаліленду.